# Lars Phragmén
Lars Jakob Phragmén, född den 11 januari 1832 i Stockholm, död den 28 februari 1920 i Djursholm, var en svensk skolman och läroboksförfattare. Han var far till Edvard Phragmén.
Phragmén, som var prästson och tillhörde en gammal prästsläkt, blev student vid Uppsala universitet 1850 och filosofie magister i matematik 1857. Han utnämndes 1859 till lektor i matematik vid Örebro högre allmänna läroverk, vars rektor han var 1875–1902, då han som emeritus erhöll avsked. Pragmén var 1883–1902 landstingsman, 1890–1902 ordförande bland Örebro stadsfullmäktige, 1887–1902 ledamot i styrelsen över Tekniska elementarskolan i Örebro med mera. Han var ledamot av matematisk-naturvetenskapliga lärobokskommissionen 1869–1871 och av skollagskommittén 1893–1894. Hans läroböcker, Plan trigonometri (1868) och Aritmetik (1877), utgick i många upplagor. Phragmén var anställd vid Allmänna livförsäkringsbolagets aktuarieavdelning 1902–1912.